# 半田道玄
半田 道玄（はんだ どうげん、大正4年（1915年）10月25日 - 昭和49年（1974年）4月13日）は、囲碁の棋士。広島県出身、鈴木為次郎名誉九段門下、日本棋院から関西棋院所属、九段。旧名は早巳。十段戦優勝、本因坊挑戦など。求道的な姿勢と、殿様碁とも言われた独特のゆったりした棋風で知られる。

## 経歴
広島県向島津部田生まれ、4歳で因島に移る。小学校入学頃に囲碁を覚え、1924年9歳で鈴木為次郎に入門するが、1か月で帰郷。1930年に大阪に移り、久保松勝喜代の研究会に参加するようになる。1934年入段し東京の大手合に参加。この頃、兄弟子の関山利一や、その弟子の梶原武雄らと研鑽する。1942年五段。1946年の第4期本因坊戦では予選を勝ち抜いて最終トーナメントに進出、初戦で藤沢庫之助八段に勝つが、2回戦で林有太郎七段に敗れる。1947年に肺結核で岡山県の療養所に入る。1949年に六段。
1950年の関西棋院独立に参加。早巳から道玄に改名する。五、六段の頃までは、攻めの好きな豪快な碁だったが、その後は大局観に基づく悠々たる碁風となり、またヨセがうまいとも評された。
1956年、関西早碁名人戦で窪内秀知に挑戦し、2-1で勝って優勝。日本棋院早碁名人戦優勝の宮下秀洋との電報碁は敗れる。1959年九段。1960年、王座戦決勝で宮下秀洋を2-0で破り、タイトル獲得。1961年の第1期名人戦では、当時の11人の九段の一人として関西棋院から橋本宇太郎、橋本昌二とともにリーグ参加し、7勝5敗で4位の成績を残す。1962年、本因坊戦リーグを5勝2敗で優勝し、坂田栄男に挑戦し1-4で敗れる。1963年に十段戦で橋本宇太郎に挑戦して3-1で勝利。1965年にも王座戦決勝で大窪一玄を2-0で破り、2度目の王座を獲得した。1971年にプロ十傑戦6位。
1974年、心不全で死去。病気がちで一生独身で通した。生前に書き溜めていたノートが、死後整理されて『天地の理にかなう』として出版された。

### タイトル歴
- 関西棋院早碁名人戦 1956年
- 関西棋院選手権戦 1956年
- 関西棋院第一位決定戦 1958、60、61年
- 王座戦 1960、65年
- 十段戦 1963年
- 関西棋院十強戦 1965年

### その他の棋歴
- 本因坊戦 挑戦者 1961年
- 王座戦 準優勝 1957、58年
- 十段戦 準優勝 1962年
- プロ十傑戦 1965年8位、1966年10位、1971年6位
- 関西棋院選手権戦 準優勝 1960年
- 関西棋院十強戦 2位 1963年
- 関西棋院第一位決定戦 準優勝 1957、69年
- 名人戦リーグ3期、本因坊戦リーグ3期

## 対局譜

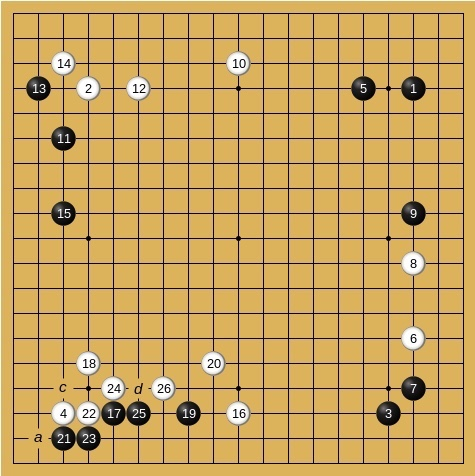
五番勝負第4局（1-26手目）

第1期十段戦では、1回戦から鯛中新、杉内雅男、木谷實、坂田栄男を破って決勝に進出し、橋本宇太郎との五番勝負では第1局に勝ったものの、その後3連敗で準優勝に終わった。第2期も、1回戦で藤沢秀行に不戦勝、2回戦から岩田達明、高川格、大窪一玄、挑戦者決定戦でまたしても坂田栄男を終盤の逆転で破って、橋本十段へのと挑戦者となった。

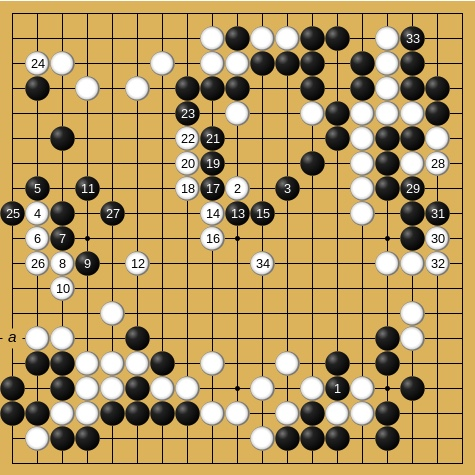
五番勝負第4局(2譜)（111-144手目）

第1局は握って半田先番、12目半勝。第2局白番2目半勝。第3局は橋本が白番中押勝で1勝を返した。第4局は、前年の第17期本因坊戦で坂田に挑戦した時の第5局で前実に宿泊した静岡市「喜久屋」で行われた。先番橋本の黒17、19に対して、白は左辺ヒラキ、または15の下にツケる手も考えられた。黒21に対し白aにオサえると黒23に引かれて、cを狙われるため、隅にこだわらずに白22から26と圧迫し、黒もdから出切って隅を取る分かれになったが、手順前後があって白がやや面白い形になった。
(2譜)下辺のコウを打ち抜いて黒1（111手目）の後、白4では2の方面の中央に打つのが妥当だった。黒5以下応じられて左辺を固めたが、そもそも白Aから隅の黒3子を取れるところなので、その手の価値を小さくした。黒13,15の時に、白18とツグ手も有力だったが、白は左辺で稼いだので、中央重視の16と打ち、黒17以下の稼ぎを許した。形勢は細かいながら黒やや有利だったが、黒165手目が疑問で、白が少し良くなり、橋本は247手目から秒読み、265手で終局、白半目勝で半田が十段位を手にした。

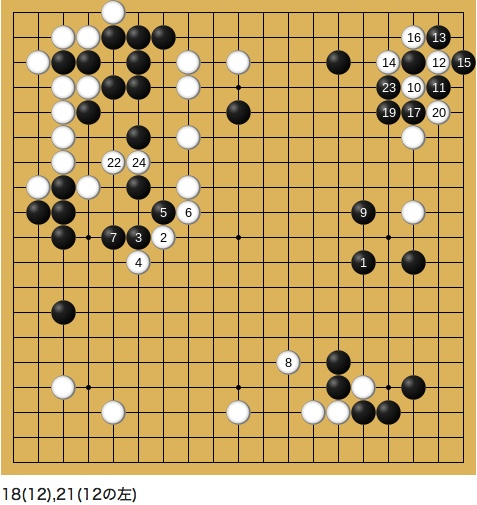
三番勝負第1局（51-74手目）

王座戦では、第5期、第6期で決勝進出するが、いずれも島村利博、藤沢朋斎に0-2で敗れた。第8期に決勝で宮下秀洋を2-0で破って優勝。第13期はタイトル初挑戦となる大窪一玄を2-0で破った。第1局は先番大窪が黒1(51手目)、黒9と右辺白に圧力をかける間に、白8まで中央に勢力をたくわえ、右上白10からのサバキで左上黒との振り替わりとなった。180手完白中押勝。

## 著作
- 『形勢判断と大局観 思い出の十段戦』金園社 1975年
- 『半田道玄の覚え書きから 天地の理にかなう』齋藤謙明編 関西棋院 1990年
- 『半田道玄打碁集』関西棋院 1990年
- 『関山利一・半田道玄（現代囲碁大系第13巻）』日本棋院 1979年

## 道玄賞
関西棋院では、毎年活躍した棋士に贈る関西棋院賞（1973年創設）のうち殊勲賞部門に「道玄賞」と名付けて、その功績を称えている。

## 注
1. ↑  『形勢判断と大局観 思い出の十段戦』